# Uvaria cabrae
Uvaria cabrae är en kirimojaväxtart som beskrevs av De Wild. och Théophile Alexis Durand. Uvaria cabrae ingår i släktet Uvaria och familjen kirimojaväxter. Inga underarter finns listade i Catalogue of Life.